# Хасан, Абдулкасим Салад
Абдулкасим Салад Хасан (сомал. Cabdiqaasim Salaad Xasan; род. 1 января 1941, Галдогоб, Мудуг) — сомалийский военный и политический деятель. Занимал видные посты в правительстве Мохамеда Сиада Барре. Президент Сомали (2000—2004).

## Биография
Абдулкасим Салад Хасан родился в 1941 году в деревне Дусамареб, принадлежит к народности хавийя, клану Хабр Гедир. В 1965 году окончил биологический факультет МГУ, защитил дипломную работу «Выращивание кукурузы в тропических условиях». С 1973 года ведёт активную политическую деятельность.

### Правительство Сиада Барре
В годы правления Мохамеда Сиада Барре Абдулкасим Салад Хасан занимал пост министра внутренних дел и являлся одновременно заместителем премьер-министра. Он отвечал за все внутренние органы безопасности: Национальная служба безопасности (НСБ), Департамент по расследованию СРСП, и полиция. После падения режима Сиада Барре Абдулкасим Салад Хасан бежал из страны в Египет, затем поселился в Джибути.

### После 1991
После того, как повстанцы свергли Сиада Барре страна погрузилась в глубокий хаос, результатом которого стало полномасштабная гражданская война и фактически распад государства.
В 2000 году в Джибути прошла сомалийская конференция по примирению. Собравшись в Джибути, представители всех сомалийских племён смогли договориться о формировании временного переходного правительства.  26 августа 2000 года Хасан выдвинул свою кандидатуру на выборах нового президента Переходного национального правительства (ПНП). Он получил 145 голосов от общего числа, а бывший посол Сомали в Вашингтоне Абдуллахи Ахмед Адду набрал 92 голоса в третьем туре голосования. На следующий день Хасан был приведён к присяге. Став президентом, Салад Хасан заявил:
Я приведу сомалийский народ к миру.
Салад Хасан намеревался всеми доступными средствами восстановить страну, которая находилась в катастрофическом состоянии. Так спустя месяц после своего избрания на пост президента, Абдулкасим Салад Хасан выступил на 114-й сессии Совета министров иностранных дел Лиги арабских государств в Каире с призывом оказать ему помощь в восстановлении разрушенной гражданской войной страны.
Администрация Хасана контролировала часть столицы Сомали Могадишо, а остальная часть южной половины страны находилась под контролем лидеров различных фракций. Незадолго до истечения мандата Переходного национального правительства в августе 2003 года Хасан отказался от переговоров, направленных на формирование нового правительства. Премьер-министр Хасан Абшир Фарах обвинил его в попытке помешать переговорам о продлении его пребывания в должности. Это привело к увольнению Фары Хасаном.
В 2004 году Хасан баллотировался на переизбрание в президентской гонке того года. 10 октября 2004 года на сессии, проведенной Переходным федеральным парламентом (ПФП), Абдуллахи Юсуф Ахмед был избран президентом Переходного федерального правительства (ПФП), временного органа-преемника ПНП, который Ахмед помог создать ранее в год. Ахмед получил 189 голосов от парламента ПФП, а ближайший претендент, Абдуллахи Ахмед Адду, получил 79 голосов в третьем туре голосования. Хасан мирным путем снял свою кандидатуру.